# シクロペンタジエニルラジカル
化学において、シクロペンタジエニル（cyclopentadienyl）は、化学式C5H5を持つラジカルである。
シクロペンタジエニルアニオン（1電子酸化によってシクロペンタジエニルラジカルと形式的に関連している）は芳香族性であり、塩や配位化合物を形成する。